# إسويط أقطع
إسويط أقطع (الاسم العلمي:Isoetes truncata) هو نوع من النباتات يتبع جنس المتسانية من فصيلة المتسانيات.